# 273P/Pons–Gambart
273P/Pons–Gambart är en periodisk komet som upptäcktes 21 juni 1827 samtidigt av astronomerna Jean Louis Pons i Florens och Jean-Félix Adolphe Gambart i Marseille.
Kometen var synlig sista gången 21 juli samma år. En månads observationer var inte tillräckligt för att fastställa en säker omloppsbana och man kunde därför inte fastställa när kometen skulle återkomma. Bland förslagen fanns att det var samma komet som beskrivits av kinesiska och koreanska observatörer redan 1110.

## Återupptäckten
Amatörastronomen Rob Matson i USA kunde mellan den 7 och 19 november 2012 följa en komet på bilder tagna av rymdteleskopet Solar and Heliospheric Observatory. Fler observationer följde sedan från konventionella teleskop i slutet av månaden. Ett par olika astronomer kunde därefter bekräfta att detta var Pons–Gambart's försvunna komet. Det visade sig att detta var kometens första återkomst till det inre av solsystemet sedan 1827.